# Hippopsis bivittata
Hippopsis bivittata är en skalbaggsart som beskrevs av Martins och Maria Helena M. Galileo 2003. Hippopsis bivittata ingår i släktet Hippopsis och familjen långhorningar. Inga underarter finns listade i Catalogue of Life.